# المرأة في فن الكوميديا
يشير مصطلح المرأة في الكوميديا إلى النساء اللاتي تشاركن في الأعمال الكوميدية بالإضافة إلى خبرتهن داخل البيئة الاجتماعية. رغم سيطرة الرجال في المقام الأول على الكوميديا على مر التاريخ، تم تقديم النساء في مجال الكوميديا منذ منتصف القرن ال 18. يُعتقد أن الكوميديا، أو الأعمال الإبداعية بقصد الفكاهة، قد نشأت في المسرح اليوناني القديم عام 425 قبل الميلاد. على الرغم من ذلك، واجهت بعض الشخصيات الأوليات اللاتي دخلن في المجال الرفض والتمييز. كان يُعتقد سابقًا أن حس الفكاهة لدى النساء تعني أن تمتلك القدرة للضحك على مزحة رجل، بدلًا من أن تلقي المزحة بنفسها. عندما دخلت النساء أخيرًا إلى الكوميديا (بأشكالها المختلفة)، قلّما كان يريدها أحد، لذا فإن الحجوزات كانت نادرة.
قامت الأعمال المبكرة غالبًا على الأدوار القياسية بكون المرأة ربة منزل وأم. تم تصميم الكوميديا لما يجده الرجال مضحكًا وغير مهدِد. بينما كسبت النساء تقبل بطيء لظهورهن في الكوميديا، فقد تمكنَّ من توسيع المواضيع التي قمن بها. منذ ذلك الحين، حققت النساء مكاسب عظيمة في المجال، حيث وجدن الشهرة من خلال ستاند-اب، التلفاز، الأفلام، والكتابة. ساهمت نساء مثل فيليس ديلر، واندا سايكس، جينا باريكا وغيرهن بالكثير في عالم الكوميديا، بمد كل من الوقت والوسط.
بينما زادت الرخصة الكوميدية، أصبحت الكوميديا أداة ضمن نطاق الحركة النسائية. باستعادة نوع فني مقصور على الرجال سابقًا، تمكنت الكوميديات من استخدام فن الكوميديا الرجولي تقليديًا لنقد ما يرونه بالهياكل الذكورية. اليوم، تجذب الكوميديا النسائية الاهتمام لقضايا الأنثى مثل الحيض، الاغتصاب، عدم المساواة بسن الجنسين، معايير الجمال، والرجولة المبالغ بها. كوسيلة تواصل مقبولة ومفهومة بالفعل، سخرت الكوميديا نفسها للحركة النسائية، مما سمح لقضايا النساء بأن تنتشر بشكل أوسع في المجتمع العام.

## أنواع الكوميديا

### ستاند-اب
ستاند-اب كوميدي هو نوع من الكوميديا حيث يمثل الفنانون أمام جمهور مباشر، مما يخلق تفاعل اعتمادي. تتراوح النكات بين قصيرة في سطر واحد ومونولوج أطول. يتطلب ذلك النوع الكوميدي الاستيلاء على المسرح، لتكون المادة الكوميدية «قاتلة». بالنسبة للنساء، يقوم تفاعلهن المباشر مع الجمهور بعرض أنوثتهن. تختار العديد من الكوميديات ارتداء ملابس فضفاضة مناسبة لإبعاد أنوثتهن عن دائرة الضوء.

### عروض ليلية متأخرة

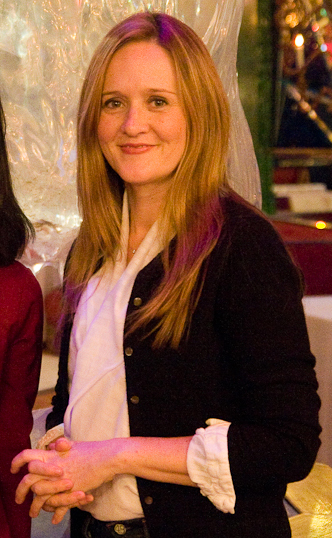
سامانثا بي في حدث hydson union socity في فبراير 2011

سيطر الرجال البيض على العروض الأمريكية الليلية (برنامج الليلة، العرض اليومي، إلخ...) طوال فترة تواجدها تقريبًا. باستثناء Full Frontal مع سامانثا بي، لم تحصل امرأة على عرض ليلي خاص بها على شبكة رئيسية. تسمح المنصة بفرص متنوعة من الكوميديا (مونولوج وقصيرة) وسياسية (مقابلات وفضائح).

### فيلم
يستمر الفيلم عامةً، وكذلك الفيلم الكوميدي، بإظهار اختلال التوازن بين الجنسين في أنواع أخرى للكوميديا. في 2014، وجدت دراسة أن كان هناك 2.24 شخصية ذكورية لكل شخصية أنثوية. من الأفلام التي قامت عليها الدراسة، 30.9% من الشخصيات المتحدثة كنَّ نساء. بالإضافة إلى ذلك، واحد من الأدوار الرئيسية في صناعة الأفلام (الرومانسية الكوميدية)، يتبع بثبات الأدوار التقليدية الأنثوية، نساء يبحثن عن شريك ذكر.

## اختلال التوازن بين الجنسين
يمكن إيجاد اختلال التوازن في الجنس بين الرجال والنساء في كل مكان، حتى على ويكيبيديا. تعرض صفحة: قائمة الكوميديين عدد أكبر بكثير من الرجال مقارنةً بالنساء.

### في الأجر
في الولايات المتحدة، يوجد هناك فجوة كبيرة في الجنس بين الرجال والنساء في الكوميديا فيما يتعلق بكلا الأجر والعدد. في 2014، المراكز العشر للكوميديين العشر الأوائل كانت للرجال، مما يجعل المجموع 173 مليون دولار. في 2016، دخلت امرأة واحدة إلى القائمة: إيمي شومر، في المركز الثاني.

### في الظهور
وجدت دراسة في 2017 اختلال توازن كبير في جدول العروض الكوميدية، مع 31% من الظهور للنساء. على الرغم من ذلك، وجدت نفس الدراسة أيضًا تطورًا ملحوظًا منذ 1989، عندما كانت الإحصائية 3%. بالإضافة لذلك، سرد موقع Chortle الصناعي في المملكة المتحدة 269 كوميدية امرأة بالمقارنة مع 1,279 كوميدي رجل.
يمكن أن يُرى اختلال التوازن أيضًا على مستوى النادي الكوميدي. كمثال، أقام نادي نيويورك الكوميدي المرموق Carolines «كارولين» عروض للنساء بنسبة 20% مقارنة مع 80% للرجال في 2014. بداخل غرفة الكتاب، لا يزال اختلال التوازن بين الجنسين قائمًا. شكلت النساء ما يصل إلى 10 في المئة من الكتَّاب الذين يعملون في أفضل 250 فيلمًا رائدًا محليًا في 2015 و15 في المئة من الكتَّاب و18 في المئة من المبدعين في وقت الذروة للتلفزيون خلال موسم 2010-2011.
في كوريا الجنوبية، من بين 70 من عروض المنوعات الكوميدية، امتلك 13 منها طاقم كامل من المُضيفين والضيوف الرجال، و23 رجل بطاقم كامل من المُضيفين، مما يعني أن أكثر من نصف تلك العروض تفتقر إلى مُضيفات نساء. عرضين فقط كان بهما طاقم كامل من المُضيفات والضيفات النساء. عادة تحاول العروض التي تكون بدون مضيفين تمثيل زواج من خلال ربط المشاهير الذكور والنساء. بينما يحقق هذا نوعًا ما من التوازن بين الجنسين، إلا أنه يتم استخدام أدوار تقليدية جدًا.

## تجنيس الفكاهة
الشخصيات النسائية الأوليات في الستاند-اب، مثل فيليس ديلر، تمكنَّ من دخول التيار الرئيسي باستعدادهن لاستنكار ذاتهن وإعلان أنفسهن قبيحات. كوميديات أوليات أخريات، مثل ماي وست وهيلين كان، قمن باستخدام الانجذاب الجنسي لجذب جمهور الرجال. بعبارة أخرى، تمكنَّ من الدخول، ولكن بشروط الكوميديين الذكور. استشهدت الكوميديات الأكثر حداثةً بالحاجة إلى تصميم كوميديتهن إلى ما يجده الرجال مضحكًا، مع أن التغيير في تلك العقلية لم يبدا سوى مؤخرًا.

### في ستاند-اب
يُوصف ستاند-اب كوميدي، على وجه الخصوص، بأنه نوع فني ذكوري. عادة تكون الكلمات المستخدمة لوصف النجاح عنيفة، مثل قتل أو أباد. يجب أن يستولي المُؤدي على المسرح، مدعيًا أنه يملكه عن طريق الميكروفون الذي يرمز للرجل. يتركز بناء النكتة غالبًا على الهجوم على طرف آخر. يتم تشجيع العدوان الذي يتطلبه نوع فني كهذا للرجال ولكن لا يتم تشجيعه للنساء.

## التمييز ضد النساء
في كثير من المجتمعات حول العالم، أثر دور المرأة على مرونتها في الكوميديا. في المجتمعات التي تظهر النساء أقل شئنًا تاريخيًا، تُرى الكوميديا كنظام ذكوري. يسود التصور الشائع بأن النساء لسن مضحكات كل أنحاء الكوميديا، بما يتضمن ستاند-اب، التلفاز، والأفلام. مؤسسة الكوميديا، المتأثرة بالمجتمع الذكوري، قامت بنفي النساء إلى «جانب الدموع والفقد.» يُمكن إيجاد التمييز الجنسي المنهجي على مستوى أفراد الجمهور، الحجوزات، العملاء، والكوميديون الذكور. كوسيلة اجتماعية قوية، تجلب الكوميديا النساء خارج الدور التقليدي الذي تم التعريف به كدورهن.
اختبرت النساء كل شيء من أفراد الجمهور المقاطعين الذين ينادوهن بمصطلحات جنسية مثل عاهرات أو باغيات، إلى أن يتم دعوتهن إلى مهرجانات كوميدية زائفة (حيث يمكن للمنظم أن يمارس الجنس مع الكوميدية الأنثى)، إلى أن يتم تقديمهن أثناء القيام بالنخب كالفتاة التي «نامت مع واحد من الحكام.»

## أداة للحركة النسائية
تم استخدام الفكاهة كأداة للحركة النسائية لكلا قدرتها على الإشارة إلى المجتمع الذكوري والهياكل التي تخلقها بالإضافة إلى أنها تُعرِف بتجارب النساء المشتركة. يجب أن يتم التفريق بين الفكاهة الأنثوية والفكاهة النسوية. الفكاهة الأنثوية هي إهمال للذات، حيث تعكس ما داخل المؤدية نفسها. الفكاهة النسوية، على النقيض، تعكس ما بالخارج في الهياكل الاجتماعية التي تحط من قدر النساء. إنها عدوانية وموجَّهة، تستخدم اللغة الكوميدية التي تم احتجازها سابقًا للرجال فقط كأداة تحرر. الفكاهة النسوية هي أن تكون عامل تغير للنساء عن طريق لفت الانتباه لوضعهن المتدني في المجتمع.تجادل بينج أن لتكون الفكاهة النسوية أكثر تأثيرًا في أهدافها للتغيير، ينبغي أن تكون شاملة، بدلًا عن كونها مثيرة للجدل. الفكاهة المثيرة للجدل، أو النكات التي تركز على الهياكل الذكورية أو سحق الذكور، لا تُحسن الحركة النسائية، بدلًا من ذلك فإنها تستمر بتهميش الإناث. الفكاهة الشاملة التي تنطلق من التجارب المشتركة للنساء، يمكن أن تكون هدامة بدون التأثيرات السلبية للفكاهة المثيرة للجدل. تستمر بينج بالقول إنه عندما تسقط الفكاهة في تلك الكوميديا الشاملة فإنها تساهم للحركة النسائية أولًا، مناقضةً الصورة النمطية القديمة أنه لا يمكن للنساء أن تكنَّ مضحكات، وثانيًا، بهدم الوضع الراهن.
يمكن استخدام الفكاهة نفسها لبناء تغييرات هيكلية قوية في المجتمع. في العديد من المرات استُخدمت الفكاهة لهدم التسلسل الهرمي. كمثال، استخدمت Guerrilla Girls الفكاهة للفت الانتباه إلى الطبيعة الذكورية الغير متغيرة لجائزة توني، والتي تُعطى معظم جوائزها للرجال. تعمل أيضًا على تأسيس مجموعة داخلية (أولئك الذين يصنعون النكات ويفهمونها) ومجموعة خارجية (أولئك المتواجدون في الطرف المُتلقي). خلال تلك العملية، يمكن أن تخلق الفكاهة تماسكًا داخل مجموعة، ولكن يمكن أيضًا أن تُشعر مجموعة أخرى بأنها مُستبعدة. بالنسبة للنساء، يمكن أن يخدم هذا لتقويتهم كمجتمع.

## التمثيل حول العالم

### بنغلاديش
خارج الولايات المتحدة، مرت النساء بتجارب متشابهة في محاولاتهن لدخول مجال الكوميديا، مختلفة على حسب تأثيرات ثقافتهم. امرأة منهم هي الكوميدية البنغلادشية المسلمة Farhana Muna «فرحانا مونا». تركز موادها على الحياة والثقافة البنغلادشية، من الحفلات إلى تعليقات الأقارب على فقدان الوزن. وفقًا لمونا، تشعر غالبًا بأنها مقيدة بما يتم اعتباره ملائمًا أو غير ملائم لامرأة بنغلادشية مسلمة. يجب أن تراقب ما تقول وترتدى. أعادة مونا التأكيد على الشعور بأن هناك مجال أوسع من القبول الكوميدي للرجال. واجهت أيضًا النقد لأفعالها، متضمنةً اختيارها بالا ترتدى الحجاب، مع مناداة الناس لها بالمسلمة السيئة. على الرغم من ذلك، استمرت بعملها الكوميدي لصالح مجتمع النساء الذي قابلته من خلال عملها. ترى مونا الكوميديا كمنصة جماعية للتعبير، طريقة لمشاركة تجاربها بطريقة متقاربة.

### الهند
بدأت النساء بالارتفاع في الكوميديا الهندية في الآونة الأخيرة في 2016. في دولة ترسخت فيها القيم الذكورية بعمق، تواجه وجوه أولئك الكوميديات النساء كميات هائلة من العداء الثقافي. وجدت نساء مثل أديتي ميتال و Neeti Paltaالنجاح رغم هذا التمييز في صناعة لم تقبل بهن بسهولة.

### كوريا الجنوبية
في كوريا الجنوبية، لا تواجه الكوميديات النساء العديد من الفرص الكوميدية. عرضان تليفزيونان فقط تستضيفهم الإناث بالكامل، مع كون فرص التلفاز الكبرى الأخرى عروضًا للأزواج. تعرض العروض التليفزيونية في كوريا الجنوبية توازنًا بين الجنسين عندما تكون النساء في أدوار تجنيسيه. يرى المنتجون أن الرجال أكثر فائدة حيث أن جماهير العروض أغلبهن من النساء. بالإضافة إلى ذلك، كان هناك قلقًا أن الجماهير قد تتفاعل بشكل سيء لوجود سيدات قويات في التلفاز. بينما تنمو حركة النساء في كوريا الجنوبية، كذلك تتزايد فرص النساء. بدلًا من إظهار النساء الجميلات كجوائز يفوز بها المتنافسون الذكور، تظهر العروض الجديدة مثل Sisters’ Slam Dunk «ضربة الأخوات القاضية» (والذي عُرض لأول مرة في 2016) النساء بينما تعملن معًا لحل المشكلات.

## شخصيات

### فيليس ديلر
واحدة من أبرز الشخصيات الأوليات في الكوميديا الأنثوية الأمريكية، بدأت فيليس ديلر ظهورها الأول في النادي الكوميدي the Purple Onion في الستينات. ركز نمطها في الستاند-اب على مشكلات ربة المنزل في الضاحية، منطقة لم يشير إليها الكوميديون الرجال سابقًا. باعترافها بانفتاح نقصها في الجاذبية الجسدية وبدمجها نقص الذات في نمطها، تمكنت ديلر من دخول الكوميديا في وقت كانت تُرى فيه السيدات الجذابات والمضحكات كمصدر تهديد. على الرغم من ذلك، من خلال حصر كوميديتها في عدم قدرتها على أداء دورها التقليدي، فقد عززت الصورة النمطية للإناث بدلًا من إزالتها.

### جوان ريفرز
كانت جوان ريفرز (عملت من 1959-2014) واحدة من أول الكوميديات الإناث اللائي استخدمن طريقة «التحدث/ المحادثة»، وهي الطريقة التي تناسب برامج التليفزيون الحوارية. على عكس فيليس ديلر، التي كانت عكس شخصيتها الكوميدية تمامًا، كوميديا جوان ريفرز عكست شخصيتها بشكل كبير. غالبًا ما استخدمت تجاربها الخاصة كتنصيب نفسها أميرة يهودية. على عكس أسلافها، لم تقلل ريفرز من قدر جاذبيتها، ولكن استخدمتها بدلًا من ذلك في انطلاقتها في الحياة كامرأة عزباء. لا زال، ركزت كوميديتها على المشاكل التقليدية للنساء (محاولة إيجاد حبيب أو زوج، كونها زوجة جيدة، إلخ).

### جين كورتين
كانت جين كورتين جزءًا من الصف الافتتاحي في Not Ready for Prime Time Players «لاعبون غير مستعدون لوقت الذروة» في ساترداي نايت لايف في 1975. في SNL، كانت أساس “Weekend Update” وبدأت في العديد من المسرحيات الهزلية منها Coneheads. في Weekend Update، كانت بمثابة النظير الليبرالي للمنظور المحافظ لدان أيكرويد. في 2008، عندما سُئلت عن البيئة في ساترداي نايت لايف، قالت كورتين أن الكاتبات الإناث واجهن معركة صعبة للغاية، خاصةً عندما يعمل عضو من الطاقم مثل جون بيلوشي بنشاط ضدهن. بينما يؤمن أساسًا أن النساء لا يجدن الفكاهة، كان أيضًا يقوم بتخريب الأعمال التي تكتبها النساء. بالرغم من هذا الجو، كان لجين كورتين مهنة ناجحة للغاية في SNL واستمرت بالعمل في المسرحيات الهزلية، برودواي، وأفلام متنوعة.

### تينا فاي

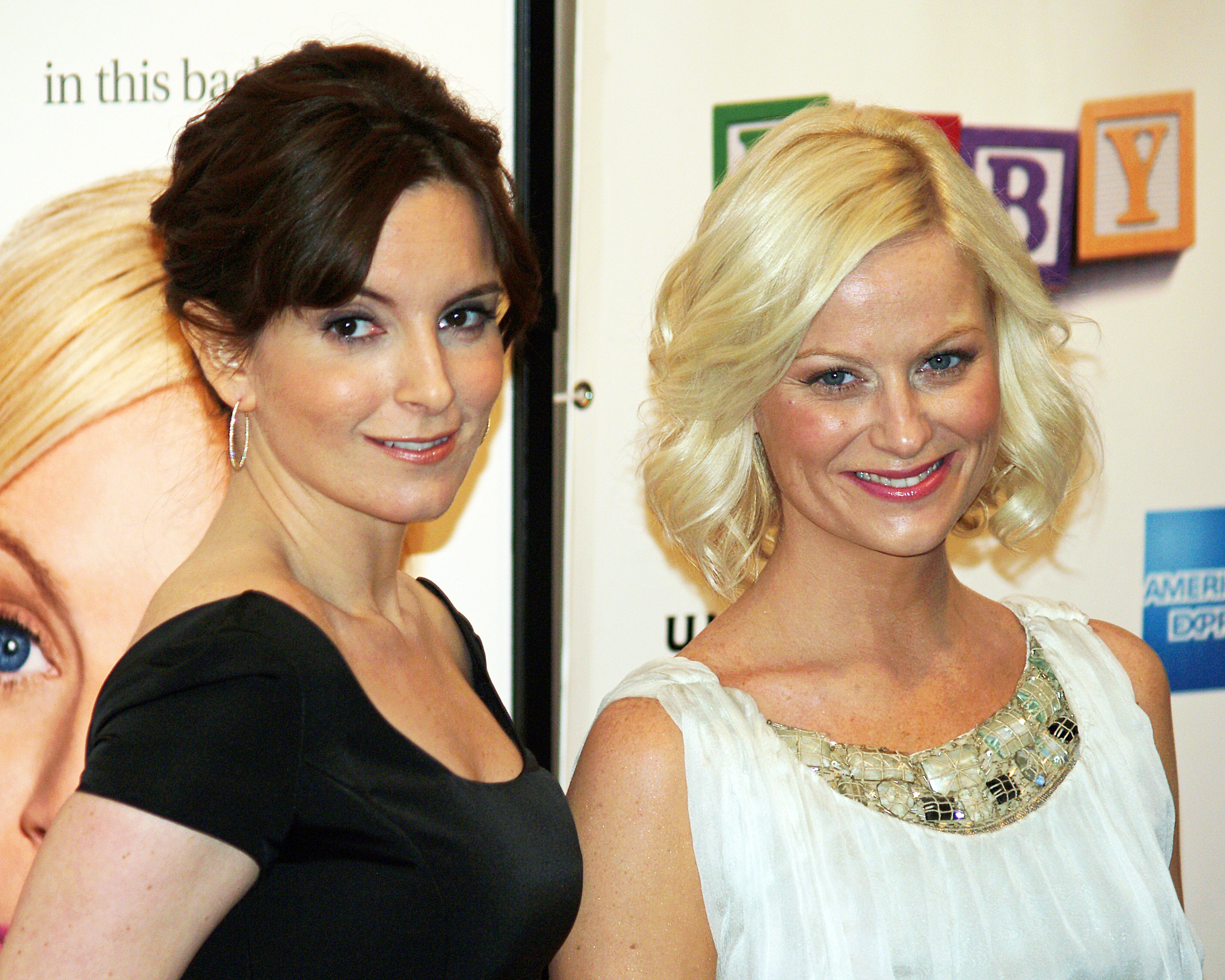
الكوميديتان تينا فاي (اليسار) وآيمي بولر (اليمين) في حدث من فيلم أم طفلة

قامت الشخصيات مثل تينا فاي بتمهيد الطريق في العصر الحديث لنمو على نطاق واسع في الكوميديا النسائية. تعيينها العلني كأول كاتبة رئيسية في ساترداي نايت لايف وضعها في مكانة لتعمل كأيقونة كوميدية نسائية. أصبحت العديد من كتابتها مميزة، خاصةً تصويرها الساخر لمرشحة نائب الرئيس سارة بالين. لقيت كتاباتها الكوميدية (فتيات لئيمات، 30 روك، Bossypants، أم طفلة، ليلة موعد، إلخ...) قبولًا حسنًا من النقاد. بالإضافة إلى تحقيق ملاحظة عظيمة للعامة.

### ميراندا هارت
ميراندا هارت هي كوميدية من المملكة المتحدة. تُعرف أكثر بسبب مسلسلها التليفزيوني Miranda. تجسد شخصيتها الخرقاء والمتعثرة في العرض الضغط العصبي المجتمعي الذي تواجهه النساء كل يوم. يحولها هذا النوع من الكوميديا إلى كل امرأة. ترى هارت نفسها فجوة في الكوميديا، باستخدام البعض للكوميديا كأداة لزيادة روعتهم (البعض الآخر) والبعض يستخدمون الكوميديا كأداة للتهريج في الأرجاء (هي). ببقائها داخل دائرة المهرجين، فقد حققت معجبون يتبعونها.

### إيمي شومر
إيمي شومر هي كوميدية من الولايات المتحدة، وكانت صاحبة أعلى راتب من بين الترفيهيين في مجالها في 2016. لقد كانت واحدة من أنجح الكوميديات النساء على مر العصور، يُعجب بها جمهورًا كبيرًا من كلا الرجال والنساء. تُعرف أكثر بسبب فيلمها كارثة (2015) وعرضها داخل إيمي شومر، على قناة كوميدي سنترال. في 2015، حصلت على لقب واحدة من أكثر الناس تأثيرًا في مجلة تايم. تركز كوميديتها غالبًا على سياسات النوع، تتناول القضايا التي تواجهها النساء طوال حياتهن. تتركز واحدة من أكثر مسرحياتها الهزلية شهرة حول على عدم قدرة النساء على قبول المجاملات، مما يؤدي إلى تزايد أشكال الاستنكار الذاتي – وبلوغ ذروتها بالانتحار الجماعي، بدلًا من قبول المجاملة.

### جينا باريكا
جينا باريكا هي كوميدية امرأة من الولايات المتحدة، تُعرف حول العالم بسبب كتبها. يشمل ذلك Babes in Boyland ،I used to be Snow White but I Drifted ،If you Lean In will Men Just Look Down Your Blouse، والكثير غيرهم. ظهرت د. باريكا في 20/20، The Today Show، CNN، BBC، NPR ومع أوبرا وينفري لمناقشة النوع الجنسي، القوة، السياسة، والفكاهة.